# Друга прекоморска бригада НОВЈ
Друга прекоморска бригада НОВЈ формирана је 20. октобра 1943. године на Хвару, од делова људства Прве прекоморске бригаде. При формирању је имала батаљона са бораца.

## Борбени пут бригаде
Борци Прве прекоморске бригаде су од 16. новембра до 5. децембра 1943. године по ешелонима пребачени из Карбонаре (Италија) у прихватни партизански логор код Гравине, а одатле савезничким бродовима по групама од 25. новембра до 7. децембра пребачени на острво Корчулу, а делови и наХвар. Прва бригада је тада имала око 2250 бораца, па је због гломазности, од делова који су пребачени на Хвар, формирана Друга прекоморска бригада НОВЈ. Након десанта НОВЈ на Корчулу 22. децембра 1943. године, Друга бригада је заједно с Првом пребачена на Вис 24. децембра. Након тога су ноћу 3/4. јануара 1944. године обе упућене са Виса на Дуги оток, 7/8. јануара пребачене на копно у рејону Биограда, а одавде у Дрвар. Крајем јануара 1944. године, по наређењу Врховног штаба НОВ и ПОЈ, обе бригаде су расформиране, а њихово људство укључено у Прву и Шесту пролетерску дивизију.